# Kunice (województwo małopolskie)
Kunice – wieś w Polsce, położona w województwie małopolskim, w powiecie wielickim, w gminie Gdów.
| SIMC    | Nazwa       | Rodzaj    |
| ------- | ----------- | --------- |
| 0318191 | Kopce       | część wsi |
| 0318200 | Podszczepie | część wsi |

W latach 1954–1960 wieś należała i była siedzibą władz gromady Kunice, po jej zniesieniu w gromadzie Gdów. W latach 1975–1998 miejscowość administracyjnie należała do województwa krakowskiego.
W Kunicach urodził się Franciszek Bednarski (1897–1940), major kawalerii Wojska Polskiego.